# Jean Oleksiak
Pour les articles homonymes, voir Oleksiak.
Jean Oleksiak est un footballeur français d'origine polonaise né le 16 mars 1935 à Villuis (Seine-et-Marne). Il a grandi dans le Pas-de-Calais, à Bruay-en-Artois (aujourd’hui Bruay-la-Buissière) où son père était mineur. 
Il évolue comme milieu de terrain à Saint-Étienne. 
Il est le père d'un autre footballeur stéphanois, Thierry Oleksiak.

## Carrière de joueur
- 1954-1955 :  Union Sportive Ouvrière Bruay-en-Artois (Championnat de France Amateur - CFAM)

- 1955-1963 :  AS Saint-Étienne (en Division 1 et Division 2)
- 1963-1964 :  Lille OSC (en Division 2 et Division 1)
- 1964-1965 :  Olympique Avignon (en CFA)[2]

## Palmarès
USO Bruay-en-Artois
- Vice-Champion de France CFAM en 1955

 AS Saint-Étienne
- Champion de France en 1957
- Vainqueur du Challenge des Champions en 1957[3]
- Finaliste de la Coupe de France en 1960
- Vainqueur de la Coupe de France en 1962
- Champion de France de deuxième division en 1963

 Lille OSC
- Champion de France de deuxième division en 1964